# اللغة الملايوية الماليزية
اللغة الملايوية الماليزية (الملايوية: Bahasa Melayu Malaysia؛ بهاس ملايو مليسيا) أو الماليزية (Bahasa Malaysia) هو الاسم الذي يتم تطبيقه بانتظام على اللغة الملاوية المستخدمة في ماليزيا (على عكس اللسن المستخدم في إندونيسيا واللذي يشار إليه على أنه اللغة الإندونيسية). ومع ذلك، فإن اللغة الرسمية في ماليزيا هي لغة الملايو ، لكن الحكومة من وقت لآخر تشير إلى أنها ماليزية.